# Berit Wallenberg
Berit Wallenberg (née le 19 février 1902 et morte le 4 septembre 1995) est une archéologue,  historienne de l'art, photographe et philanthrope suédoise, membre de la famille Wallenberg.
Le 19 novembre 1955, elle fonde la Fondation Berit Wallenberg avec un don de 406 000 couronnes suédoises.

## Biographie
Berit Wallenberg est la fille de Jacob Oscar Wallenberg (1872-1939) et de Beatrice Keiller, et la cousine de Raoul Oscar Wallenberg, père de Raoul Wallenberg.